# Michael von Witowski
Michael von Witowski (* 17. September 1885 in Berlin als Carl Otto Witowski; † 1. Februar 1945 in Schwiebus) war ein deutscher Benediktiner und von 1929 bis 1933 Abt des Klosters Weingarten, später Weltpriester in Berlin.

## Leben
Witowski wurde in der Händelstraße 21 im Hansaviertel geboren. Sein Vater war der Regierungs-Assessor Carl Witowski, seine Mutter die Ida geb. von Below. Der Vater war katholisch, die Mutter evangelisch. Witowski trat Anfang 1920 in die Abtei Gerleve ein und wurde 1925 zum Priester geweiht. Seit 1926 Subprior im Kloster Neuburg in Heidelberg, wurde er 1929 nach dem Rücktritt des Abtes Ansgar Höckelmann zum Koadjutor der Abtei Weingarten gewählt. Als solcher baute er vor allem die zum Kloster gehörende Heilig-Blut-Wallfahrt aus, u. a. durch die Gründung einer Heilig-Blut-Gemeinschaft.
Nach nur vier Jahren im Amt resignierte er 1933, um sich ganz seiner Lieblingsidee zu widmen, der Gründung eines Benediktinerklosters in seiner Geburtsstadt Berlin, die aber aus verschiedenen Gründen nicht zustande kam. Witowski verließ daraufhin den Benediktinerorden und trat 1936 in den Dienst des Bistums Berlin über. In Strausberg gründete er eine eigene kleine Schwesterngemeinschaft, die er 1941 in das 1806 säkularisierte Zisterzienserkloster Paradies in der Neumark verlegte. Dort kam er 1945 beim Versuch, einige Frauen vor den Übergriffen sowjetischer Soldaten zu schützen, ums Leben.
Die katholische Kirche hat Abt Michael Witowski im Jahr 1999 in das deutsche Martyrologium des 20. Jahrhunderts aufgenommen.

## Veröffentlichungen
- Deutsche Komplet. Den gregorianischen Singweisen des römischen Breviers angepaßt. Verlag Das Innere Leben, Strausberg 1939
- Vom Sichtbarwerden Gottes. Eine Auswahl aus Sonntagspredigten und Aufsätzen. Verlag Das Innere Leben, Strausberg 1939